# Transport Public SA Bacău
Transport Public SA Bacău è l'azienda che svolge il servizio di trasporto pubblico con autobus nella città di Bacău in Romania.

## Esercizio
L'azienda, che nel 2006 gestiva esclusivamente 6 autolinee, aderisce all'Uniunea Romana de Transport Public, organismo nazionale che riunisce gli operatori rumeni di trasporto pubblico.

## Parco aziendale
Nel 2006 la flotta era costituita da circa 40 autobus, per lo più a marchio DAC, Irisbus e Mercedes-Benz (Conecto).